# 安達洋介
安達 洋介（あだち ようすけ）は、日本の男性イラストレーター。株式会社スタジオエンカウント代表取締役社長。

## 概要
代表作の1つである『パズル&ドラゴンズ』では、アプリアイコンとなっている「ボルケーノドラゴン」など、非常に多くの登場モンスターのイラストを担当している。

## 来歴
2003年、フリーのイラストレーターとしての活動を開始する。
2014年11月20日、株式会社スタジオエンカウントを設立。代表取締役社長を務める。
2015年より、制作拠点をスタジオエンカウントに移行し、以後はスタッフ達との幅広い活動を行っている。

## 人物
好きな食べ物はうどん、家系ラーメン。

## 参加作品

### ゲーム
- パズル&ドラゴンズ
- アルティメットジョーカー
- RPG脱出ゲーム
- ガーディアンクルス
- ガンブラッドデイズ
- 禁断召喚！サモンマスター
- 黒騎士と白の魔王
- クロスレジェンド
- クロノマギア
- 執事と魔族とお嬢様
- 神龍紀ギルドファンタジア
- ゼノンザード
- 潜空のレコンキスタ
- 戦国RENKAズーム！
- ソラとウミのアイダ
- バウンドモンスターズ
- 幕末魂
- Fate/Grand Order Arcade
- フルボッコヒーローズ
- BLAZBLUE ALTERNATIVE DARKWAR
- ラングリッサー・トライソード
- リング☆ドリーム
- レイヤードストーリーズ ゼロ
- Rooms 不思議な動く部屋

### カード
- カードファイト!! ヴァンガード
- バトルスピリッツ
- ヴァイスシュヴァルツ
- Z/X
- 戦国大戦
- ディメンション・ゼロ
- デュエルマスターズ
- Force of Will
- フューチャーカード バディファイト
- マジンボーン
- Million Destiniz
- モンスターハンター ハンティングカード
- ラストクロニクル

### 書籍・CD
- アリアンロッド2E・リプレイ・スキルマスターズ 七人の冒険者
- カードファイト!! ヴァンガード
- QuickStart!!
- グランクレストRPG
- 天使大戦エンゼルギア
- ドラゴンアームズ改 バハムートライジング
- リボーンリバース

### その他
- アリアンロッドRPG 2E スタートセット
- 『戦翼のシグルドリーヴァ』ピラーデザイン

## 担当絵
パズル&ドラゴンズ
オリジナルキャラ
- ボルケーノドラゴン
- アテナ
  - マシンアテナ
- アマテラスオオカミ
- ツクヨミ
- ソニア
- プレシオス
- オーロラドラゴン
- マシンゴーレム
- ダークゴーレム
- 炎の魔剣士（進化系統でこれのみ担当）
- 氷の魔剣士（進化系統でこれのみ担当）
- エンシェントドラゴンナイト
- 天空の騎士・ヴァーチェ（「ヴァーチェ」は除く）
- カオスドラゴンナイト
- ニブルヘイム
- セイレーン
- リリス
- デーモン
- ヴィーナス
- アルデバラン
- カノープス
- レグルス
- ユニコーン
- カリラ
- シンゲン
- 下忍
- 中忍
- 上忍
- フレイ
- ラクシュミー
- パールヴァティー
- フレイヤ
- アモン
- バアル
- ミツキ
- ルカ
- バールベック
- ネブラディスク
- ロキ
- バステト
- 猿飛佐助
- アルテミス
- ウリエル
- ガブリエル
- メイメイ
- ウミサチヤマサチ
- クシナダヒメ
- ガイア
- 水無月ヨウ
- ティンニン
- ニム
- 趙雲
- ジャンヌダルク
- ハトホル
- ウルド
- ヴェルダンディ
- スクルド
- アルス=ノウァ
- アリエル
- ショーテル
- デウス=エクス=マキナ
- アーミル
- ガイノウト
- オーディン=ドラゴン（進化の3段階目以降）
- ツクヨミ=ドラゴン（進化の3段階目以降）
- デネボラ
- シェアト
- パイモン
- 楊貴妃
- 夏侯惇
- 不動明王
- クヴィア
- ナイトメアシスターズ
- シーナ
- プレーナ
- ドーナ
- 稲姫
- アストレア
- エンラ
- マイネ
- ウォレス
- ガイア=ドラゴン
- モリグー
- ハヌマーン
- オイフェ
- プラリネ
- チュアン
- トア
- ヴェロア
- ルティナ
- ロッタロッタ
- ファシル
- フラグレム
- アキネ
- 伊達政宗
- ファスカ
- ドラクリスト
- ルオ
- ユウリ
- ディーナ
- ニムエ
- メニット
- ウスイ
- ナツル
- トウカ